# Luis Rodas
Luis Rodas é o guarda-redes titular da selecção nacional de El Salvador em futebol de praia.
Palmarés:
- Vice-campeão do Torneio de Qualificação da CONCACAF para o Campeonato do Mundo de Futebol de Praia FIFA 2008.

Prémios Individuais:
- Melhor Guarda-redes do Torneio de Qualificação da CONCACAF para o Campeonato do Mundo de Futebol de Praia FIFA 2008.